# Lepidocordia
- Commons
- Wikispecies

Lepidocordia é um gênero de plantas pertencente à família Boraginaceae.